# Ritratto ellenistico
Il ritratto ellenistico è uno dei maggiori traguardi dell'arte greca, nel quale si riuscì, in maniera definitivamente incontrovertibile, a realizzare ritratti fisionomici (cioè riproducenti le reali fattezze delle persone), dotati anche di valenze psicologiche. Ci sono pervenute solo opere scultoree, ma sicuramente fu un fenomeno che riguardò anche la pittura.
Fino al IV secolo a.C. infatti la creazione di effigie si era valsa di tratti somatici prettamente idealizzati, i cosiddetti ritratti "tipologici" (dove si riconoscevano alcuni attributi della categoria degli individui). In ciò pesava la funzione collettiva dell'arte, a servizio della polis piuttosto che del singolo, che arrivava a vietare l'esposizione di immagini "private" in luoghi pubblici e a esaminare attentamente quelle degli uomini illustri. 
Fino a tutto il tardo ellenismo la statuaria greca usò solo figure intere o tutt'al più, in epoca tarda o area periferica, la mezza figura, soprattutto in ambito funerario. Le teste che conosciamo oggi sono frutto delle copie romane (presso i romani e gli italici in genere era infatti diffusa questa tipologia). Anche le teste su erme furono copiate dai romani a partire da sculture intere.

## Lisippo

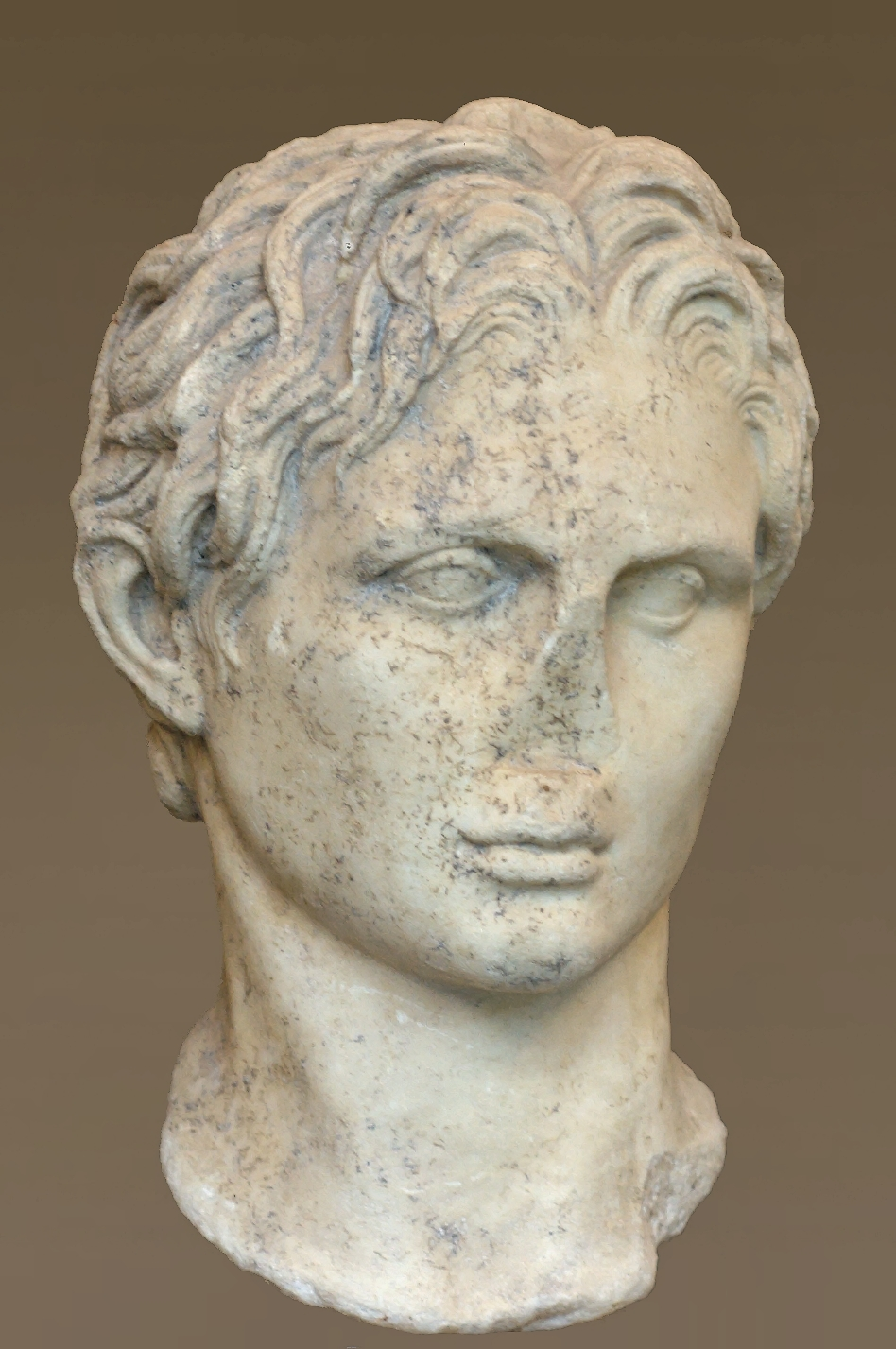
Lisisppo, Ritratto di Alessandro Magno

La grande personalità di Lisippo e le mutate condizioni sociali e culturali fecero sì che venissero superate le ultime reticenze verso il ritratto fisiognomico e si arrivasse a rappresentazioni fedeli dei tratti somatici e del contenuto spirituale degli individui. Nel realizzare il ritratto di Alessandro Magno trasformò il difetto fisico che obbligava il condottiero, secondo le fonti, a tenere la testa sensibilmente reclinata su una spalla in un atteggiamento verso l'alto che sembra alludere a un certo rapimento celeste, "un muto colloquio con la divinità". Questa opera fu alla base del ritratto del sovrano "ispirato", che ebbe una duratura influenza nei ritratti ufficiali ben oltre l'età ellenistica.
A Lisippo o alla sua cerchia sono stati attribuiti con una certa concordanza anche i ritratti di Aristotele (eseguito quando il filosofo era ancora in vita), quello ricostruito di Socrate di tipo II, quello di Euripide di tipo "Farnese", nei quali è presente una forte connotazione psicologica coerente con i meriti della vita reale dei personaggi.

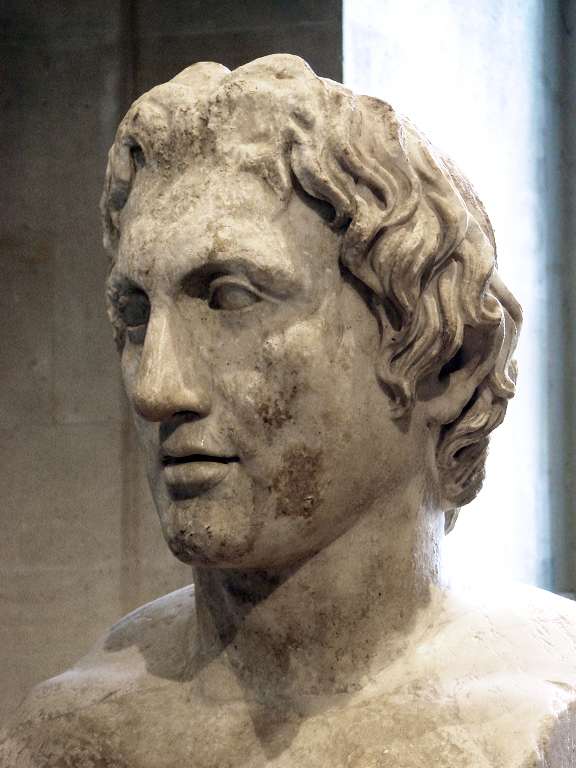
Alessandro Magno del Louvre
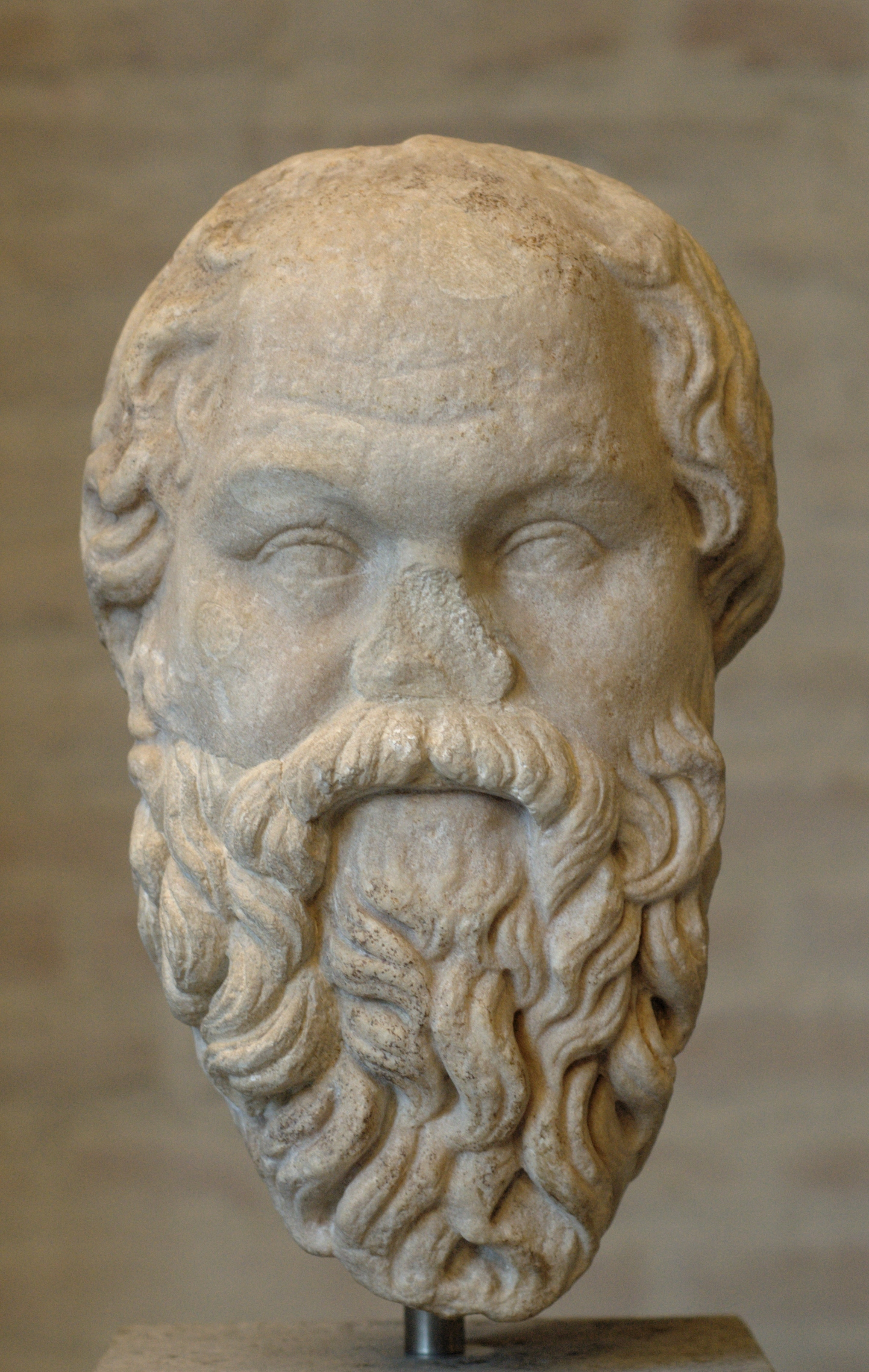
Socrate II
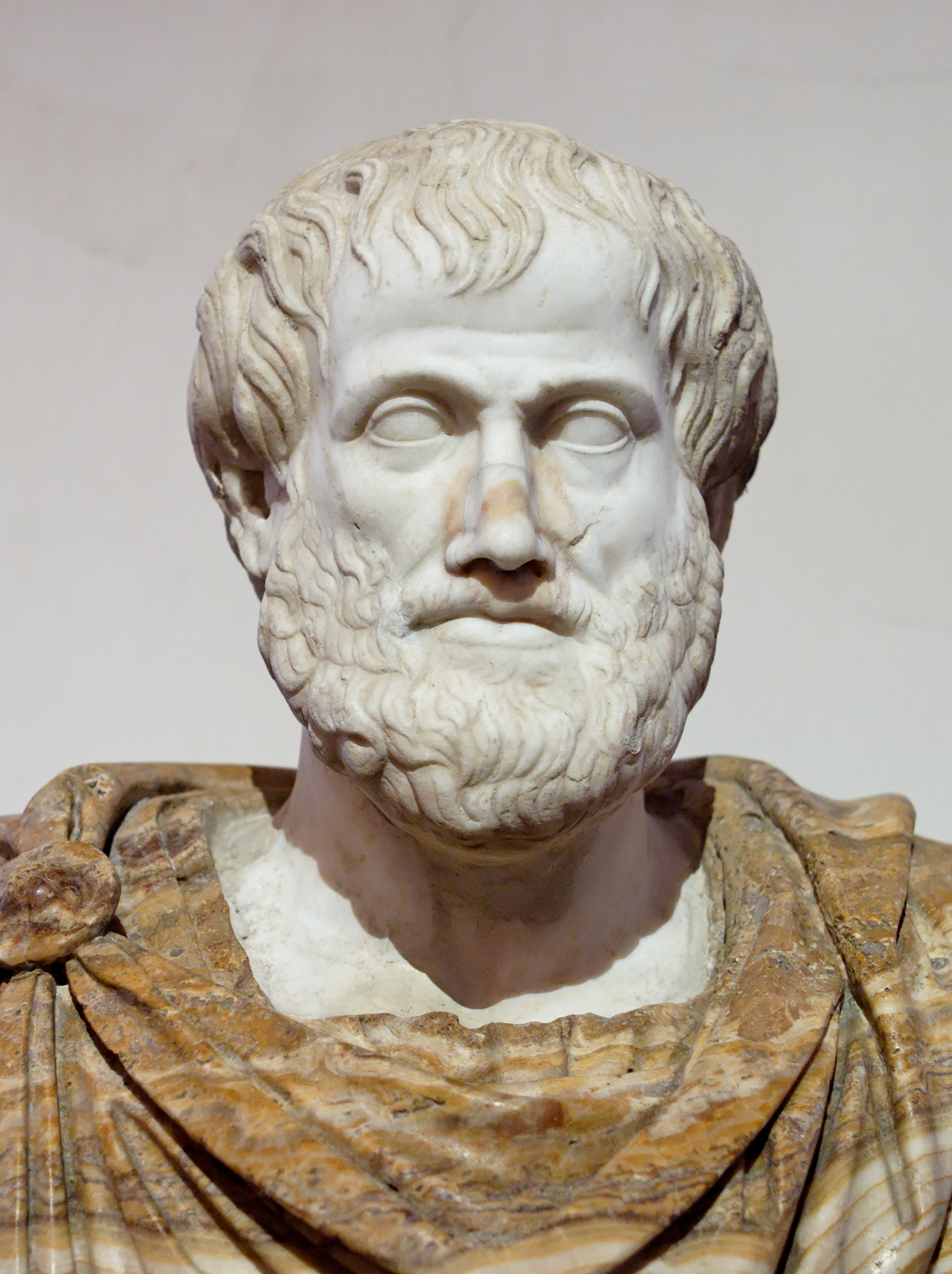
Aristotele di Lisippo
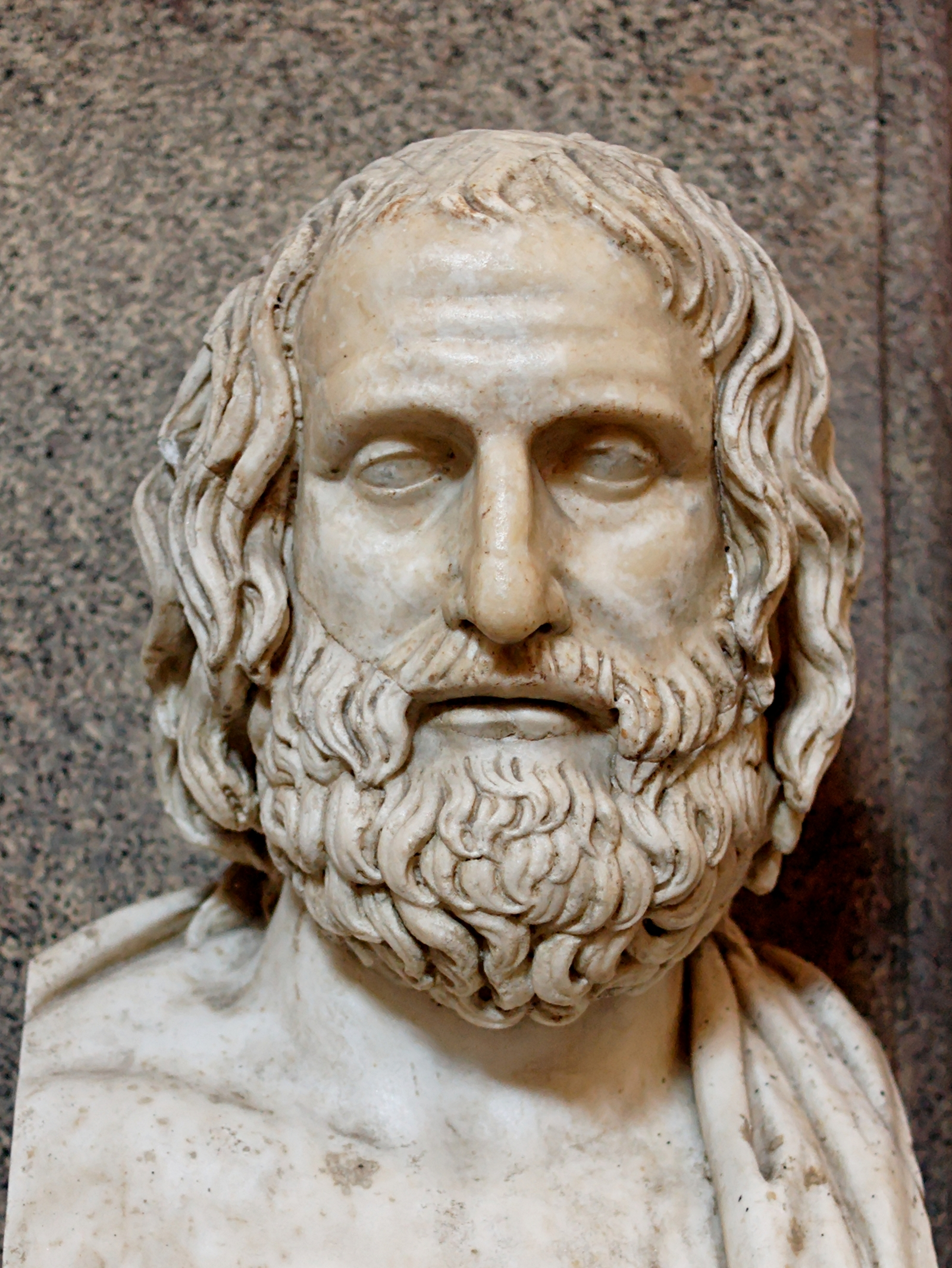
Euripide "Farnese"

## Sviluppo del ritratto fisiognomico

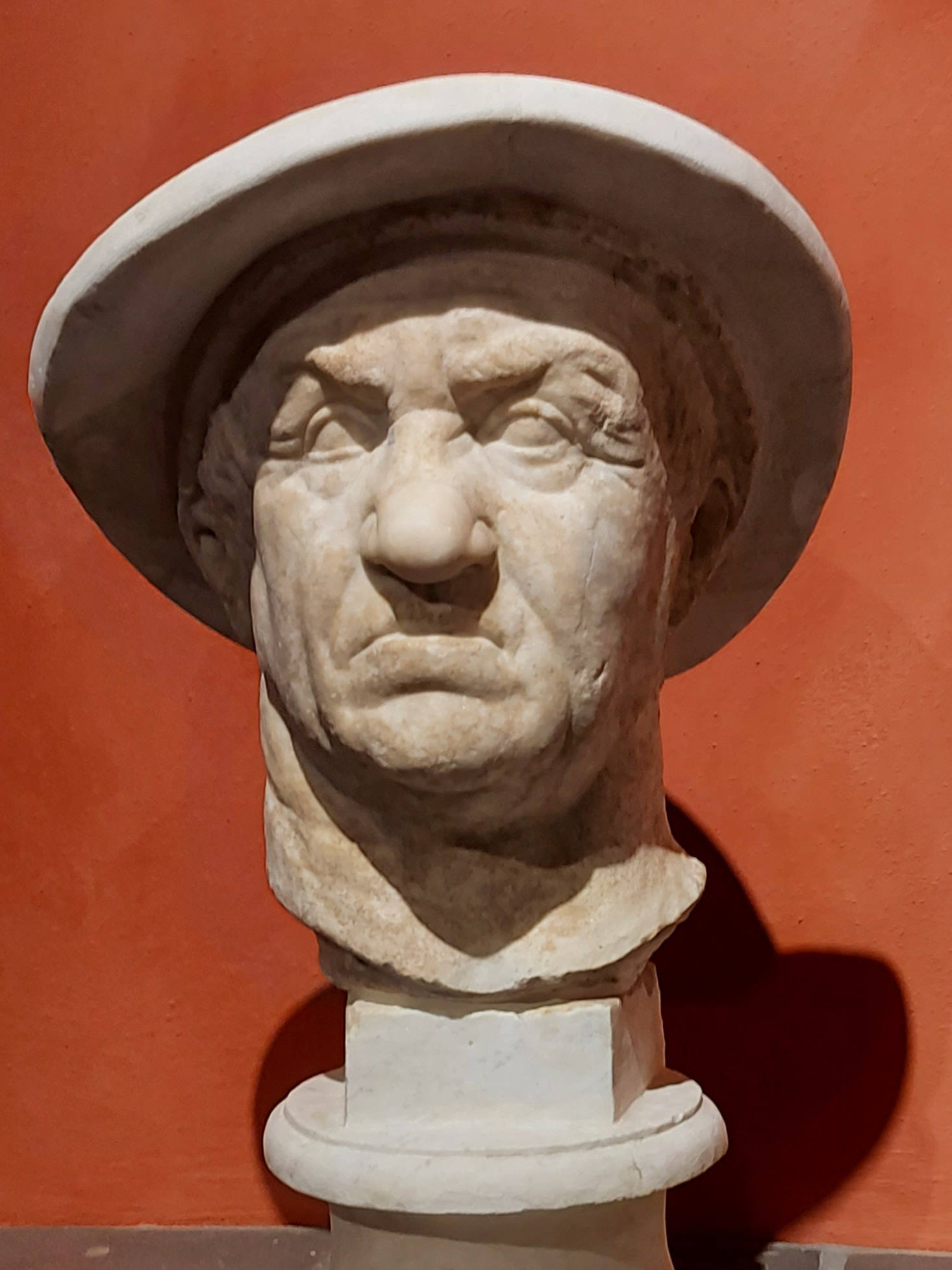
Ritratto di Eutidemo di Battriana, ex-Museo Torlonia

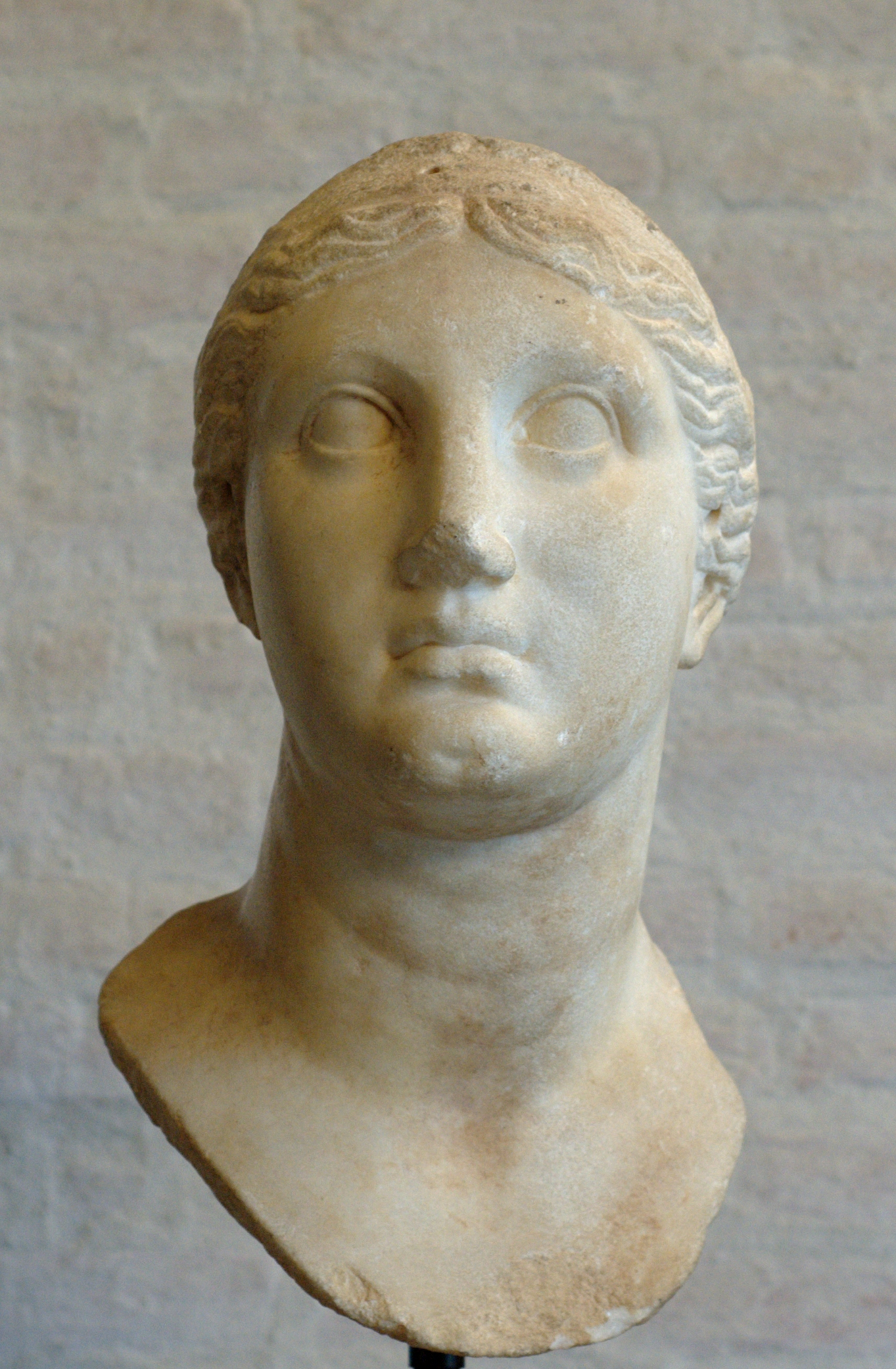
Ritratto di Berenice II

Dopo Lisippo, tra i secoli II e I a.C., si ebbe uno sviluppo amplissimo del ritratto fisiognomico greco, e non riguardò più solo i sovrani e gli uomini particolarmente illustri, ma anche i semplici privati: nell'ellenismo infatti l'arte era ormai a disposizione del singolo e non più esclusivamente della comunità. Si diffusero inoltre il ritratto onorario e il ritratto funerario.
Lysistratos, fratello di Lisippo, secondo le fonti prendeva un calco in gesso dei volti dal quale creava un modello in cera che usava per la fusione in bronzo, creando, secondo Plinio, opere veritiere anche a scapito della correttezza formale e della piacevolezza compositiva: dopotutto faceva parte del gusto ellenistico il godimento verso gli aspetti caratteristici e anche deformi della realtà. 
Tra i capolavori di questo periodo ci sono i ritratti di Demostene e di Ermarco, basati sul reale aspetto dei personaggi (280-270 a.C.), il ritratto di anziano 351 del Museo Archeologico Nazionale di Atene, (200 a.C.), la testa in bronzo di Anticitera (sempre ad Atene, 180-170 a.C. circa), il patetico ritratto di Eutidemo di Battriana, ecc. Esempio di un verismo di maniera è il ritratto di ricostruzione dello Pseudo-Seneca di Napoli.

## Ritrattistica ufficiale
Nei ritratti ufficiali, al posto della tendenza più prettamente "verista", si privilegiava dare una valenza più nobile e degna, con espressioni più ieratiche e distaccate, che riflettesse la loro ascendenza divina. Tra i migliori esempi ci sono i ritratti di Tolomeo III, di Berenice II, di Tolomeo VI, di Mitridate VI ecc.
Ascrivibile questa corrente è anche il bronzo detto di Giuba II, con riscontri in alcuni marmi alessandrini.

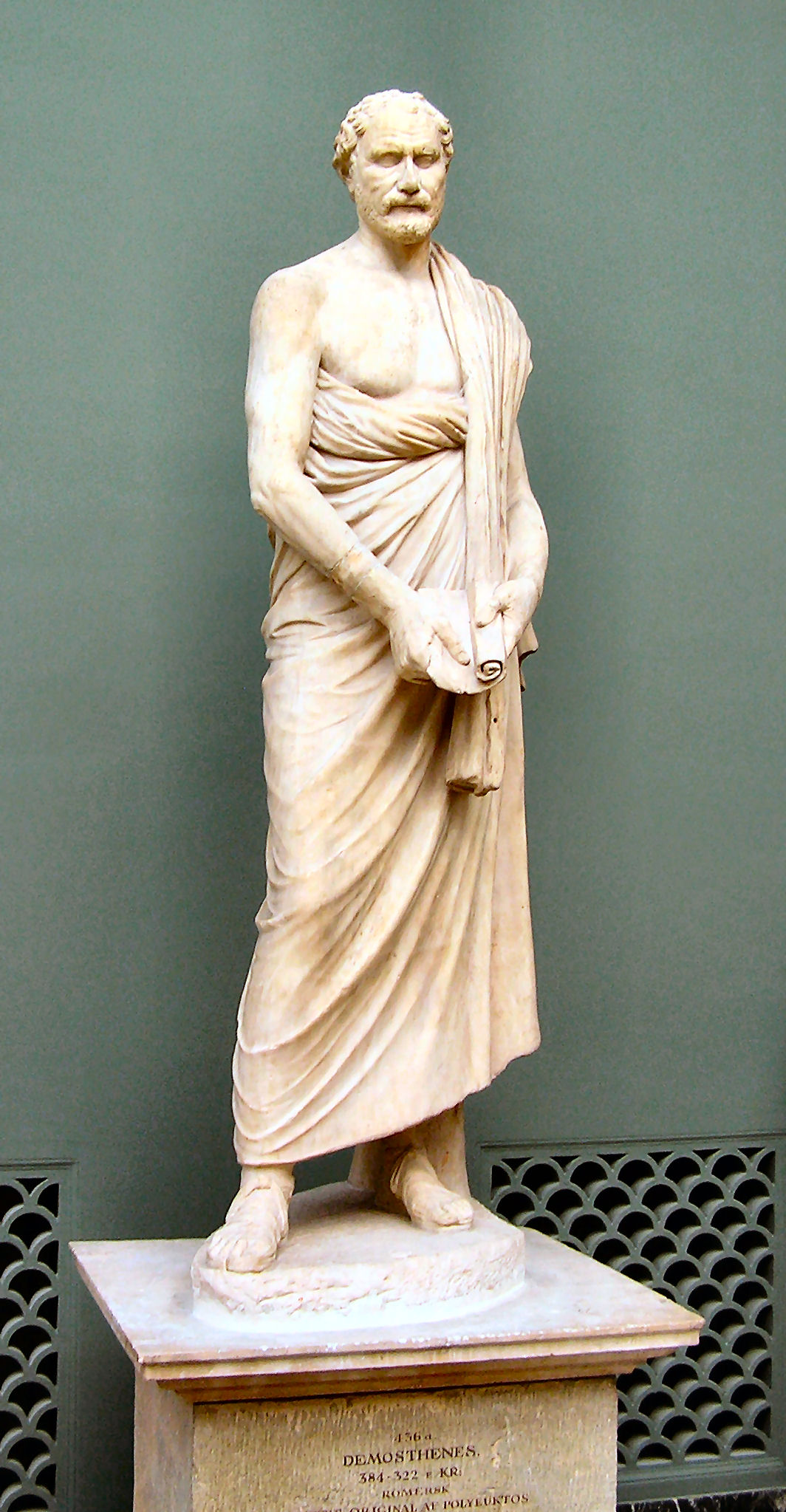
Il ritratto di Demostene
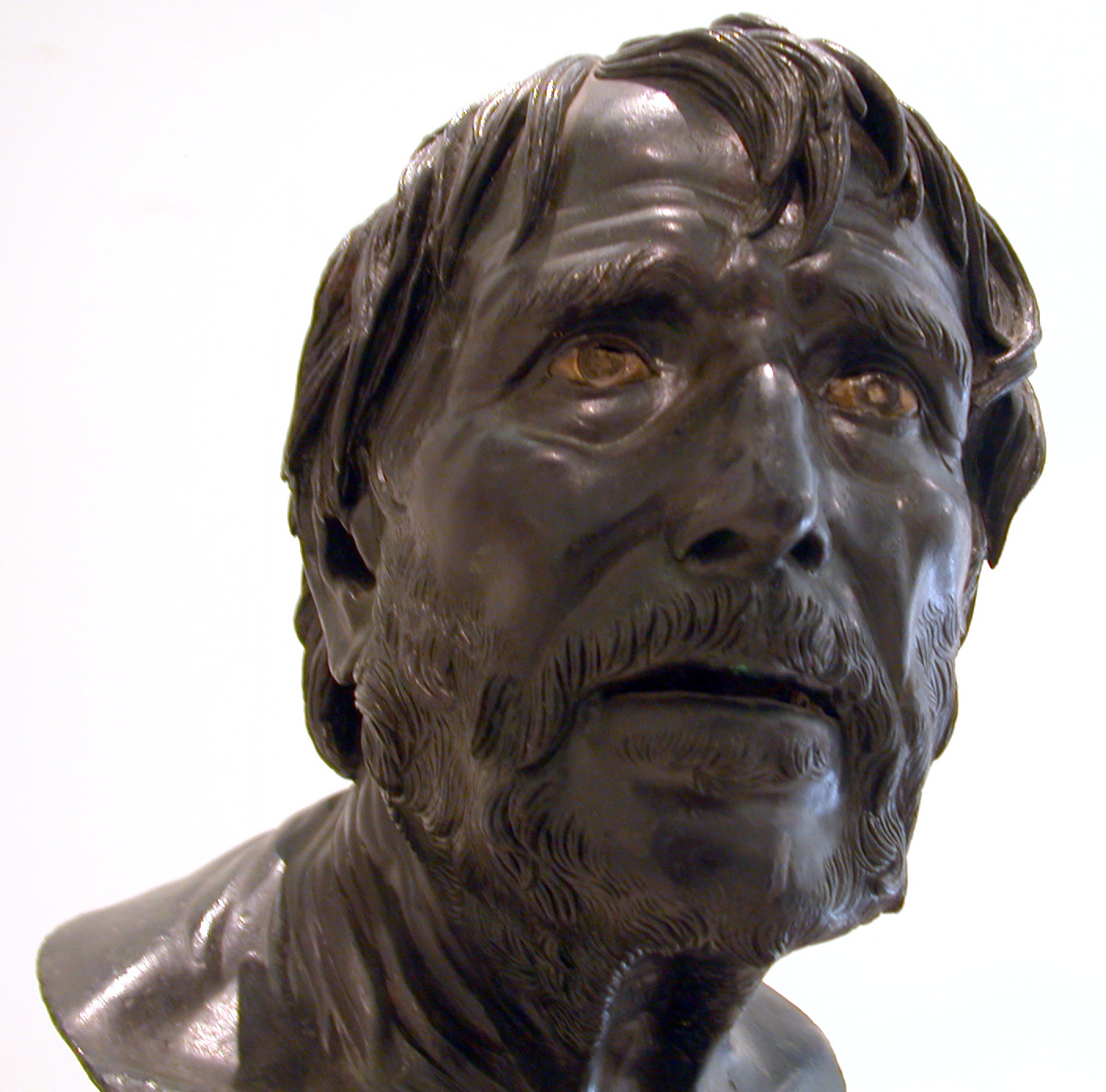
Pseudo-Seneca di Napoli
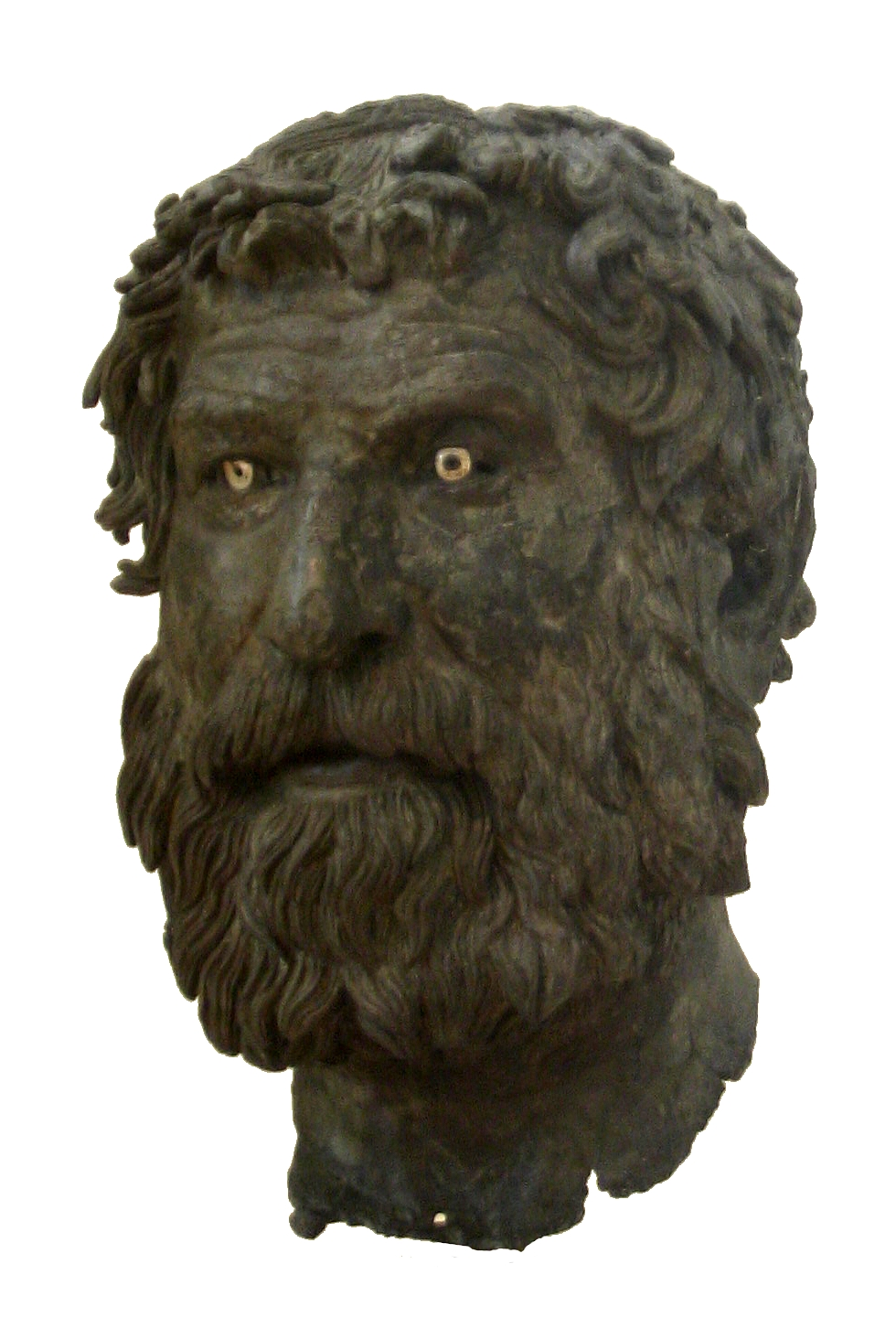
Il Filosofo di Anticitera nel Museo archeologico di Atene